# 中华人民共和国第二十八届图书交易博览会
中华人民共和国第二十八届图书交易博览会，简称第二十八届书博会，于2018年7月19日在深圳会展中心开幕，设罗湖、福田、南山、宝安、龙岗5个分会场，本届书博会上展出23万多种、100多万册图书，并首次有电子出版物参展，首次实现整个展会期间均面向读者进行销售，并且不设门票，共组织427项阅读文化活动，吸引45万余市民读者参与，现场交易额8112万。
这是自1996年在深圳书城举办的第七届全国书市（书博会前身）后相隔22年深圳再次举办书博会，由此成为继北京、成都之后全国第三个两次举办书博会的城市。